# Miedzanka-Gajówka
Miedzanka-Gajówka – osada leśna w Polsce położona w województwie mazowieckim, w powiecie węgrowskim, w gminie Liw.